# Айлін Лі
Айлін Лі (англ. Aileen Lee; 1970, Стейтен-Айленд, Нью-Йорк, США) — американська інвесторка стартового фінансування, інвесторка венчурного капіталу, засновниця компанії Cowboy Ventures.
Лі вигадала популярний термін Кремнієвої долини unicorn (єдиноріг) у статті вебсайту TechCrunch «Ласкаво просимо до The Unicorn Club: Навчання від стартапів на мільярд доларів» як повідомляють New York Times. Unicorn зазвичай визначається як особистий стартап, який має оцінку в 1 мільярд доларів — щось рідкісне (як єдиноріг).

## Навчання
Лі отримала ступінь бакалавра в Школі менеджменту Слоуна в 1992 році. Після цього вона працювала фінансовим аналітиком два роки в Morgan Stanley. Вона отримала ступінь MBA в Гарвардській школі бізнесу в 1997 році.

## Кар’єра
Лі приєдналась до Kleiner Perkins у 1999 році та була CEO в RMG Networks, компанії, яку підтримує Kleiner Perkins. Лі працювала у цій компанії 13 років і звільнилась у 2012 році.
У 2012 році вона залишила Kleiner Perkins, щоб створити фірму Cowboy Ventures.   У 2017 році Лі запросила Теда Ванга до фірми на посаду генерального партнера. 
Cowboy Ventures - одна з перших фірм венчурного капіталу під керівництвом жінки.  За останні шість років Cowboy Ventures отримав три великі залучення, останній з яких досяг 95 мільйонів доларів.

Через Cowboy Ventures Лі інвестувала у багато компаній раннього етапу розвитку, включаючи August, Dollar Shave Club,  Accompany  та Tally Technologies. Вона є прихильницею збільшення кількості жінок-засновників та інвесторів у Кремнієвій долині.

## Благодійність
У 2018 році Лі стала співзасновницею некомерційної організації All Raise, яка прагне збільшити обсяг фінансування, яке отримують жінки-інвестори.  Організація була заснована як колектив понад 30 венчурних капіталістів, які виступають за збільшення присутності жінок у венчурному капіталі. Лі розповіла про важливість організації, кажучи: «Ми вважаємо, що покращуючи успіх жінок в екосистемі, що підтримується підприємством, ми можемо створити більш доступне співтовариство, яке відображатиме різноманітність навколишнього світу». 

## Нагороди та відзнаки
Лі опинилася у списку 100 наймогутніших жінок у світі від Forbes (позиція №93) та у списку «Найкращих жінкок-інвесторів» Midas List (позиція №97) та у списку «100 найвпливовіших людей» Тайм у 2019 році.

## Особисте життя
Лі виросла в Нью-Джерсі і є дочкою китайських іммігрантів.